# Káldi Katalin
Káldi Katalin (Budapest, 1971. február 14. –) magyar festőművész.

## Életpályája
1989–1994 között a Magyar Képzőművészeti Főiskola festő szakán tanult Károlyi Zsigmondnál.1992 óta kiállító művész. 1994–1996 között a Magyar Képzőművészeti Főiskola posztgraduális képzésén vett részt. 2014-ben DLA fokozatot szerzett a Magyar Képzőművészeti Egyetemen.

## Kiállításai
| - 1994-2000, 2002, 2005-2006 Budapest - 1997 Bukarest - 2000 Köln | - 1992, 1994-1997 Budapest - 1995 Szentendre - 1996 Pécs, Szombathely |

## Művei
- Vasaló (1999)
- Kalapács (1999)
- Rendes-rendetlen I.-II.-III. (2007)

## Díjai
- Derkovits Gyula képzőművészeti ösztöndíj (1997)
- Magyar Aszfalt Festészeti Díj (1997)